# Лю Ифу
Лю Ифу́ (кит. трад. 劉義符, упр. 刘义符, 406 — 4 августа 424) — император южнокитайской империи Сун. В связи с тем, что был смещён в результате дворцового переворота и лишён императорского титула, официального посмертного имени не имеет. В исторических работах его иногда называют «Малолетним императором» (кит. 少帝, палл. Шао ди).

## Биография
Старший сын Лю Юя, который на момент его рождения в 406 году был уже известным генералом империи Цзинь. По мере того, как Лю Юй увеличивал свою власть, он давал Лю Ифу всё больше номинальных полномочий (хотя на деле все подчинённые Лю Ифу получали указания от Лю Юя). В 415 году он назначил Лю Ифу губернатором провинции Яньчжоу (兗州), в 416 году — провинции Юйчжоу (豫州), затем вновь губернатором Яньчжоу, а потом сделал ещё и губернатором провинции Сюйчжоу (徐州). Когда осенью 416 года Лю Юй начал решающее наступление на государство Поздняя Цинь, именно на Лю Ифу была возложена обязанность обороны столичного Цзянькана.
По возвращении, когда Лю Юй получил титул Сун-гун (宋公), Лю Ифу был назначен его наследником. Когда в 419 году Лю Юй получил более высокий титул Сун-ван (宋王), Лю Ифу был также назначен наследником этого титула, и женился на императорской дочери Сыма Маоин. В 420 году император был вынужден издать указ о своём отречении от престола и о передаче трона Лю Юю. Лю Юй объявил о создании вместо империи Цзинь нового государства — империи Сун; Лю Ифу был назначен наследником престола.
Летом 422 года Лю Юй сильно заболел, и так как наследник престола был ещё несовершеннолетним, доверил его попечению Сюй Сяньчжи, Фу Ляна, Се Хуэя и Тань Даоцзи. Вскоре император скончался, и Лю Ифу унаследовал трон.
Узнав о смерти Лю Юя, правивший в Северной Вэй Тоба Сы предпринял крупное наступление на империю Сун и пересёк с войсками Хуанхэ. Зимой 422 года северовэйские войска взяли Хуатай, а весной 423 года — Лоян. На север был отправлен Тань Даоцзи, и хотя ему удалось защитить Шаньдунский полуостров, но летом 423 года северовэйские войска захватили находившиеся южнее Хуанхэ Сюйчан и перевал Хулао, и лишь после этого остановились.
К 424 году недовольство приближённых малолетним императором, который вместо того, чтобы соблюдать трёхлетний траур по отцу или заниматься государственными делами, предавался развлечениям, достигло критической точки. От государственного переворота их останавливало лишь то, что Лю Ичжэнь — следующий по старшинству сын Лю Юя — был ещё хуже. Но им удалось обострить имевшееся соперничество между Лю Ифу и Лю Ичжэнем, и обвинённый в преступлениях Лю Ичжэнь был низведён в простолюдины и сослан в округ Синьань.
Устранив Лю Ичжэня, заговорщики привлекли на свою сторону генералов Тань Даоцзи и Ван Хуна. Лю Ифу был арестован в собственной спальне и выслан в свой старый дворец. От имени вдовствующей императрицы было объявлено о смещении Лю Ифу с престола и о понижении его в титуле до Инъянского князя (營陽王); на престол был возведён его младший брат Лю Илун.
После смещения Лю Ифу был сослан в округ У (примерно соответствовавший по территории современному городскому округу Сучжоу) и держался под сильной охраной. Месяц спустя к нему были отправлены убийцы, и Лю Ифу, несмотря на попытку сопротивления, погиб.
Так как Лю Ифу умер бездетным, в 429 году его наследником был назначен Лю Лан — старший сын его младшего брата Лю Игуна.

## Девизы правления
- Цзинпин (景平) 423—424